# 柏林/勃蘭登堡大都市區
柏林/勃兰登堡大都市区（德語：Metropolregion Berlin/Brandenburg），又名柏林/勃兰登堡首都区（德語：Hauptstadtregion Berlin-Brandenburg），是德国的11个大都市区之一，由柏林州和勃兰登堡州全境组成。大都市区面积为30,456平方千米，总人口约600万。

柏林/勃兰登堡大都市区人口密度图

柏林-勃兰登堡大都市区的人口分布非常不均匀，大多数人口分布于柏林及其近郊。大都市区人口密度为200人/平方千米，低于世界各都市区人口密度的平均值。柏林中心城区是德国人口密度最大的区域之一，然而一些人口稀少的乡村区域就在距离中心城区很近的地方。

图中深黄色区域为柏林都市圈

2010年开始，柏林-勃兰登堡大都市区被划分为柏林、柏林城郊和其他地区三个区域。
- 柏林是整个大都市区的核心，面积为892平方千米，人口为350万。
- 柏林城郊环绕在市区周围，面积为2851平方千米，人口约为90万。柏林和柏林城郊这两个区域加起来，半径约为60千米，又被称为柏林都市圈（德语：Agglomeration Berlin）。
- “其他地区”指勃兰登堡州在柏林城郊以外的区域，与柏林城郊以县界为界，面积为26632平方千米，人口约为158万。